# 朝鮮寺
朝鮮寺（ちょうせんでら）とは、おもに在日韓国・朝鮮人ら、特にその婦人層において信仰されている寺院の通称。多くの朝鮮寺は、古代より多様な宗教が発展した生駒山地の大阪府側山麓周辺に集中している。川や滝のある山地に多く、神戸市・宝塚市・茨木市・京都市の同様な地域においてもみられる。この名称は研究者らによって便宜的に付与されているものであり、当該の寺院およびその信者はこの名称を用いていない。
近年、韓寺と呼ぼうと呼びかける動きもあり、呼称が混在しているが両者は同じものを指している。

## 地域
昭和56年の統計においては、在日韓国朝鮮人の三割が大阪府に居住している。さらに範囲を兵庫県、京都府、大阪府へと広げると、割合は半数近くにも達する。これらの人々の信仰の対象として、生駒山地周辺には60程度の朝鮮寺が存在すると報告されていたが、現在ではその数は20程度にまで減少している。生駒山麓でも大阪平野に面した西側南北10kmほどの地域、北から順に辻子谷（づしだに）、額田谷（ぬかただに）、鳴川谷（なるかわだに、以上いずれもハイキングコースとして知られる）、山畑・服部川地区、黒谷など、互いに平行に走る谷沿いにそれぞれ12寺、9寺、8寺、11寺、4寺と多くの寺院が連なって存在する。それぞれこれらは行政区では四条畷市、大東市、東大阪市、八尾市に該当する。その他、大阪府側では、交野市星田妙見宮裏（2寺）、四条畷市滝谷（1寺）、大東市野崎 （1寺）、東大阪市日下（2寺）、枚岡（2寺）、および八尾市恩智（1寺）に散在し、奈良県側では宝山寺近辺（4寺）ある。

## 寺の概観
多くの朝鮮寺においては本堂および七星堂、賽神場が設けられている。前者二つは朝鮮半島における仏教寺院中における大雄殿、三聖閣に該当する。本尊および諸菩薩を祀る本堂は日本の通常の仏教寺院本堂の外観とは異なり、一見して民家または集会所と区別が付かない場合が多い。寺としての表札も控えめである。七星堂では星神を中心にして、山神、海神などが祀られ、いずれの寺院でも本堂よりも地理的に高い箇所に設けられている。星神と山神については朝鮮半島においても同様に信仰されており、それぞれ現世での幸福と金銭を祈祷する習合性を現している。賽神場は通常は飾りつけなどの無い数畳の空間である。賽神場は、朝鮮においてクッ（賽神）と称されるシャーマニズム的現世信仰が行われる場所であり、諸神および諸仏に巫女（男も存在する）が信者の現世における利益をかなえさせる儀式が行われる。この賽神場とそこでの現世信仰が朝鮮寺の大きな特徴である。数多くの朝鮮寺における信仰において、仏教と賽神が占める重要度は各々の寺院によって異なっている。
境内には地形を利用して祠や行場としての滝などが併設されている場合が多い。それらの多くおよび本堂などには不動明王が祭られている。

## 宗派
多くの朝鮮寺は、朝鮮および日本における仏教の宗派を名乗っている。朝鮮系では曹渓宗、日本系では天台宗、真言宗などの修験系が多い。前項に示したような実際の寺院の概観において、その朝鮮寺が属する宗派による違いは存在しない。このように体系性、宗派性が低い事実とあわせ、朝鮮寺は死者儀礼とも無関係であることがほとんどであり、現世利益の祈祷仏教に属すると考えられている。

## 儀式
代表的な年中行事としては、朝鮮仏教で信仰されている記念日の釈迦の誕生日の4月8日の仏生会、七夕の日の7月7日の七星祭、冬至の節分など（暦はいずれも旧暦）において数十人の信者が集まり、儀式、祭が行われる。これらの年中行事においては呪術的な要素はあまり見られず、自身の家族における家内安全の祈願が中心となる。
これに対して、災いが生じた信者が寺院と巫女（ポサル）に依頼してその都度行われる賽神の儀式は、明らかにシャーマニックな特徴を備えている。この儀式は、家族の災いの原因である祖先の霊を呼び寄せ、舞や供え物、供銭などでそれをもてなして災いをかけないように頼み、最後に霊を送り届ける一連の過程にそって執り行われる。複数の霊が登場することも多く、数日の儀式では15万円、一週間ほどのものになると100万円以上の費用が依頼者から支払われる。この費用は、儀式の際に寺院に泊り込む巫女の飲食費や交通費、そして賽銭として儀式中で繰り返し供えられる金銭が含まれている。後者の供銭についてもポサルの収入となる。
賽神の儀式においては僧侶とポサルが並び、ポサルは舞や交霊をとりおこなう。ポサルは信者から強い尊敬の念を持って遇されており、「先生」、「ポサル様」等の敬称で呼称されている。それにたいして僧侶は一般的な僧服等を身に着けているものの、賽神を仏教によって権威付ける存在として扱われ、宗派による儀式の違いなども存在しない。
数十人存在すると見られるポサルの多くは中年から老年の女性であり、住職として朝鮮寺に居住する者のほかに自宅に祭壇を設け巫行を行っているものも多い。その多くは血縁や師弟関係で結ばれている。

## 信者
朝鮮寺の信者は在日コリアン（在日朝鮮韓国人）の女性が中心となっている。一般的には、一家の家長である男性が儒教にのっとった葬祭を領分とするのに対して、主婦は朝鮮寺における信仰を奉じている場合が多いとされる。檀家制度が存在する寺はほとんど存在せず、現世利益がどの程度あったかというポサルの評判を聞き集まった信者が中心となる。

## 関連
- 高麗神社
- 朝鮮の仏教
- 巫俗